# Thu nhập khả dụng và thu nhập tùy ý
Thu nhập khả dụng là tổng thu nhập cá nhân trừ đi các khoản thuế thu nhập hiện hành. Trong định nghĩa tài khoản quốc gia, thu nhập cá nhân trừ đi thuế vãng lai cá nhân hiện hành bằng thu nhập cá nhân khả dụng; trừ đi các khoản chi tiêu cá nhân (bao gồm các khoản mục chính của chi tiêu tiêu dùng cá nhân (hoặc tư nhân)) tạo ra khoản tiết kiệm cá nhân (hoặc tư nhân), do đó thu nhập còn lại sau khi nộp các loại thuế được gọi là thu nhập khả dụng.
Tóm lại, chi tiêu tiêu dùng cộng với tiết kiệm bằng thu nhập khả dụng sau khi hạch toán các khoản chuyển nhượng như chi trả cho tiền học của con cái hay cho việc chăm sóc cha mẹ già.
Xu hướng tiêu dùng cận biên (MPC) là phần thay đổi chi cho tiêu dùng khi thu nhập khả dụng thay đổi. Ví dụ. nếu thu nhập khả dụng tăng 100$, 65$ trong 100$ đó sẽ được chi cho tiêu dùng thì MPC là 65% trong khi xu hướng tiết kiệm cận biên là 35%.
Nhằm mục đích tính toán lượng thu nhập bị cắt giảm, luật liên bang của Hoa Kỳ định nghĩa thu nhập khả dụng là các khoản bồi thường của cá nhân (bao gồm tiền lương, tiền làm thêm giờ, hoa hồng, tiền thưởng và nghỉ phép có lương) sau khi trừ đi bảo hiểm y tế và các khoản yêu cầu được khấu trừ theo pháp luật. Các khoản yêu cầu được khấu trừ theo pháp luật bao gồm thuế liên bang, thuế tiểu bang và thuế địa phương, thuế thất nghiệp và thuế tàn tật, thuế an sinh xã hội và các khoản thu khác, nhưng không bao gồm các khoản khấu trừ như đóng góp hưu trí tự nguyện và khấu trừ vận chuyển. Những khoản khấu trừ này sẽ chỉ được thực hiện sau khi tính toán số tiền phạt hoặc tiền thuế. Định nghĩa về thu nhập khả dụng thay đổi tùy theo mục đích của chính quyền và thuế của địa phương.

## Ý nghĩa của thu nhập khả dụng
Thu nhập khả dụng có thể được hiểu như là:
Thu nhập khả dụng quốc gia của một đất nước: thu nhập khả dụng quốc gia trừ đi các khoản chuyển nhượng vãng lai (thuế hiện hành đối với thu nhập, tài sản, v.v., các khoản đóng góp xã hội và các khoản chuyển nhượng vãng lai khác) cộng với các khoản chuyển nhượng vãng lai mà các đơn vị cư trú phải thu từ phần còn lại.
Thu nhập khả dụng cá nhân (hoặc hộ gia đình): thu nhập mà một cá nhân hoặc hộ gia đình có để phục vụ cho chi tiêu. Sanjeev Sharma của SeekingAlpha's (blog tài chính lớn nhất thế giới) đã đưa ra một công thức thu nhập khả dụng. 'Công thức thu nhập khả dụng của Sharma' đã định nghĩa thu nhập khả dụng là khoản tiền để lại cho các gia đình từ thu nhập sau khi chi tiêu cho các nhu cầu cơ bản như nhà ở, thực phẩm và nhiên liệu. Công thức thu nhập khả dụng của Sharma đã sử dụng dữ liệu này để dự đoán thị trường chứng khoán hàng năm kể từ năm 2009.

## Thu nhập tùy ý
Thu nhập tùy ý là thu nhập khả dụng (thu nhập sau thuế) trừ đi tất cả các khoản thanh toán cần thiết cho các hóa đơn hiện hành. Đó là tổng thu nhập cá nhân sau khi trừ đi thuế và chi phí sinh hoạt tối thiểu (như chi cho thực phẩm, thuốc men, tiền thuê nhà hoặc các khoản thế chấp, bảo hiểm, chi phí đi lại, bảo trì tài sản, chu cấp cho con cái, v.v.) để duy trì một mức sống nhất định. Đây là thu nhập sẵn có của một cá nhân để chi tiêu sau khi đã lo liệu các khoản cần thiết.
Thu nhập tùy ý = tổng thu nhập – thuế – tất cả các khoản thanh toán bắt buộc (hóa đơn). 
Thuật ngữ "thu nhập khả dụng" thường bị sử dụng không chính xác để biểu thị thu nhập tùy ý. Ví dụ, mọi người thường gọi thu nhập khả dụng là số "tiền ăn chơi" còn lại để chi tiêu hoặc tiết kiệm. Tỷ lệ đòn bẩy tiêu dùng là biểu thức của tỷ lệ tổng nợ hộ gia đình trên thu nhập khả dụng.